# Yaroslav II de Nóvgorod

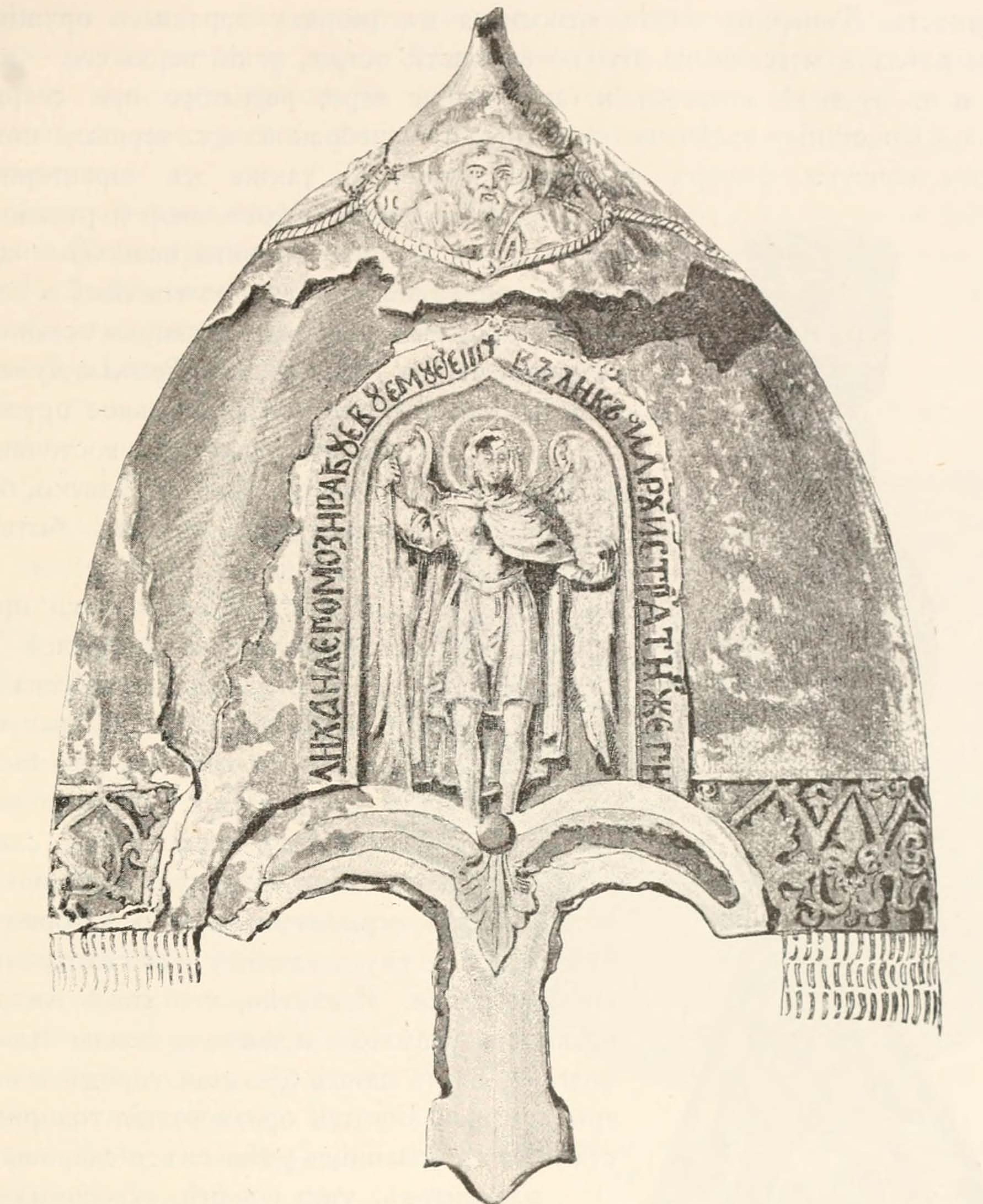
Yelmo de Yaroslav II de Nóvgorod.

Yaroslav II Vsévolodovich (en ruso Яросла́в II Все́володович), nombre cristiano Teodoro (en ruso, Феодо́р) (8 de febrero de 1191-30 de septiembre de 1246), fue Gran príncipe de Vladímir (1238-1246), de Nóvgorod y de Kiev, y ayudó a restaurar su país y su capital después de la invasión mongola de la Rus de Kiev.

## Príncipe de Pereyáslavl
Yaroslav fue el cuarto hijo de Vsévolod III de Vladímir y María Shvarnovna. 
En 1200, fue enviado por su padre a gobernar el Principado de Pereyáslavl cerca de las estepas cumanas. Seis años después, fue llamado por los boyardos de Hálych para gobernar su ciudad pero no pudo reclamar el trono de manera efectiva. Entonces fue enviado a tomar Riazán, pero la obstinada oposición de los habitantes llevó a que la ciudad acabase quemada. En 1209, Vsévolod envió a Yaroslav a oponerse a Mstislav Mstislávich el Valiente en Nóvgorod. Después de varias batallas, los dos príncipes hicieron la paz, y Yaroslav se casó con la hija de Mstislav, Rostislava Mstislavna o Teodosia.
En su lecho de muerte, Vsévolod el Gran Nido le legó Pereslavl-Zaleski. En el conflicto entre sus hermanos mayores Konstantín y Yuri, Yaroslav apoyó al último. En 1215, aceptó la oferta de los novgorodianos de convertirse en su príncipe pero, deseando vengarse de su anterior traición, capturó Torzhok y bloqueó sus suministros de grano a Nóvgorod. Varios meses después, fue derrotado por su suegro en la Batalla de Lípitsa (en) y tuvo que retirarse a Pereyáslav; un yelmo que perdió durante la batalla se habría recuperado por arqueólogos en 1808.

## Príncipe de Nóvgorod y Kiev
En 1222, Yaroslav, finalmente entronizado en Nóvgorod invadió toda Estonia y asedió su capital, Kolyván. Cuatro años más tarde, devastó Finlandia y dio nombre a Karelia. Su siguiente ambición fue sojuzgar Pskov, pero los novgorodianos rehusaron guerrear contra su vecino. Yaroslav marchó enojado y tomó el enclave novgorodiano de Volokolamsk. En 1234, regresó a Nóvgorod y varios años más tarde derrotó a sus principales enemigos, los lituanos y los caballeros teutónicos. En 1236, siguió el consejo de Daniel de Galitzia y se trasladó de Nóvgorod a Kiev, dejando a su hijo, Alejandro como representante en el Norte.

## Príncipe de Vladímir
En 1238, cuando los mongoles invadieron la Rus de Kiev por vez primera y su hermano mayor Yuri fue asesinado en batalla, Yaroslav dejó Kiev por Vladímir, donde fue coronado «Gran príncipe». Yaroslav intentó restaurar las ciudades del Principado de Vladímir-Súzdal después de los asaltos e incendios mongoles. En 1243, fue llamado por Batú Kan a Sarái, la capital de la Horda de Oro. Después de una larga estancia, Batú Kan le dio el yarlyk (en:jarlig) o patente del cargo de Gran Príncipe de Vladímir, convirtiéndose Yaroslav en el primer kniaz (príncipe) en recibirlo de manos del kan. Dos años más tarde, fue llamado por Guyuk Kan, el Gran Kan del Imperio mongol, a su capital Karakórum. Allí fue envenenado por la esposa del kan y murió una semana después de que se le permitiera regresar a casa.

## Matrimonios e hijos
Yaroslav se casó con su primera esposa hacia el año 1205. Era hija de Yuri Konchákovich, kan de los cumanos. El pueblo de ella pertenecía a los kipcháks, una confederación de guerreros de origen túrquico.
En 1214, Yaroslav se casó con su segunda esposa, Rostislava Mstislavna. Era hija de Mstislav Mstislávich el Valiente y otra princesa cumana. Su abuelo materno fue Kotian Jan (Köten). Se divorciaron en 1216.
En 1218, Yaroslav se casó por tercera vez, con Feodosia Ígorevna de Riazán. Era hija de Ígor Glébovich y Agrafena de Kiev. Su padre era el segundo hijo de Gleb Rostislávich, príncipe de Riazán (m. 1178) y Eufrosinia de Pereyaslavl. Su madre era hija de Rostislav I de Kiev. Tuvieron al menos doce hijos:
- Fiódor Yaroslávich (invierno, 1219 - 5 de junio de 1233). Prometido a Eufrosinia Mijáilovna de Chernígov. Fue hija de Miguel de Chernígov y María Románovna del Principado de Galicia-Volinia. Fiódor murió el día antes de su matrimonio.
- Alejandro Nevski (30 de mayo de 1220-14 de noviembre de 1263).
- Andréi II de Vladímir (h. 1222-1264).
- Mijaíl Jorobrit, príncipe de Moscovia. Asumió el control del Principado de Vladímir-Súzdal y se proclamó a sí mismo Príncipe en 1248. Asesinado mientras se enfrentaba a una invasión lituana.
- Daniil Yaroslávich (m. 1256).
- Yaroslav de Tver (m. 9 de septiembre de 1271).
- Konstantín Yaroslávich, príncipe de Gálich y Dmítrov.
- María Yaroslavna (n. 1240).
- Vasili de Kostromá (1241-1276).
- Afanasi Yaroslávich.
- Eudoxia Yaroslavna.
- Yuliana Yaroslavna.

| Predecesor: Yuri II de Vladímir | Gran Príncipe de Vladímir 1238-1246 | Sucesor: Sviatoslav III |